# Diguinho
Rodrigo Oliveira de Bittencourt, meglio noto come Diguinho (Canoas, 20 marzo 1983), è un ex calciatore brasiliano, di ruolo centrocampista.